# Cheuille
Die Cheuille ist ein Fluss in Frankreich, der in den Regionen Bourgogne-Franche-Comté und Centre-Val de Loire verläuft.
Sie entspringt im nordwestlichen Gemeindegebiet von Saint-Amand-en-Puisaye, entwässert in einer S-Kurve generell Richtung Westen durch die Naturlandschaft Puisaye und mündet nach rund 27 Kilometern im Gemeindegebiet von Bonny-sur-Loire als rechter Nebenfluss in die Loire. Die Cheuille berührt auf ihrem Weg die Départements
Nièvre, Yonne und Loiret. In ihrem Mündungsabschnitt quert sie die Autobahn A77 und die Bahnstrecke Moret-Veneux-les-Sablons–Lyon-Perrache.

## Orte am Fluss
(Reihenfolge in Fließrichtung)
- Les Haberts, Gemeinde Lavau
- Lavau
- Faverelles
- Le Sermaize, Gemeinde Annay
- La Chaise, Gemeinde Thou
- La Boulèvrerie, Gemeinde Neuvy-sur-Loire
- Bonny-sur-Loire
- Fontenay, Gemeinde Bonny-sur-Loire